# Сакко, Никола
Нико́ла Са́кко (итал. Ferdinando Nicola Sacco; 22 апреля 1891 года, Торремаджоре, провинции Фоджа, Апулия, Королевство Италия, — 23 августа 1927 года, Чарльстаун, штат Массачусетс, США) — американский рабочий-анархист итальянского происхождения. 
Вместе с Бартоломео Ванцетти был приговорён к смертной казни в результате судебного дела, получившего название «Дело Сакко и Ванцетти».

## Биография
Родился 22 апреля 1891 года в итальянском городе Торремаджоре (провинция Фоджа) в семье довольно успешного продавца оливкового масла.
В 1908 году в возрасте 17 лет эмигрировал в США вместе со своим старшим братом Сабино. Они поселились в Медфорде, штат Массачусетс. Много лет проработал закройщиком на обувной фабрике.
В 1912 году женился на Розине Дзамбелли (род. 1895). В 1913 году у них родился сын, которого назвали в честь итальянского поэта Данте.
В 1913 году Сакко начал посещать еженедельные заседания анархистской группы «Circolo di Studi Sociali».
В 1917 году Сакко и Ванцетти вместе с несколькими анархистами переехали в Мексику, чтобы избежать призыва в армию на Первую мировую войну.
Живя инкогнито, анархисты взяли псевдонимы. Так Фердинандо Сакко стал Николой Мосмакотелли — в честь брата, который скончался в начале этого года, и девичьей фамилии матери. Хотя позже он вернул себе собственную фамилию и иногда его называли Фердинандо, он навсегда станет известен как Никола Сакко.
В США он вернулся через несколько месяцев и поселился в городе Стоутон, Массачусетс.
В 1920 году было совершено ограбление и убийство 2 служащих обувной фабрики, которые вели зарплату рабочим. Обвинили в этом преступлении Николу Сакко и Бартоломео Ванцетти. Суд, несмотря что дело получило широкую огласку в мире, приговорил обоих к смертной казни 1927 году. В 1961 году была проведена повторная экспертиза оружия, изъятого у анархистов. Экспертиза подтвердила их причастность к убийству служащих фабрики.